# Rümkehof
De Rümkehof is een straat in Hengelo, Overijssel. 
De straat dankt haar naam aan de Nederlands psychiater H.C. Rümke. In 1976 kwam de Rümkehof gereed als een zijstraat van de Pasteurstraat, in de ruimtelijk en groen opgezette toenmalige nieuwbouwwijk Woolder Es. De hof bestaat uit 35 woningen, waarvan 33 tweekappers en 2 vrijstaande woningen. De woningen zijn ontworpen door de architect Henk Groothuis en grotendeels nog in de originele stijl; typerend zijn een zestal ronde ramen (in de vorm van een patrijspoort) en het veelvuldig gebruik van roodgeverfd hout. In dezelfde stijl zijn een aantal huizen aan de Pasteurstraat gebouwd. Door de huizen hoog en relatief dicht op elkaar te bouwen streefde de architect naar een stadse uitstraling. De hof wordt ook genoemd in een 2006 uitgegeven boek over architectuur in Hengelo.